# Hreczynci
Hreczynci (ukr. Гречинці) – wieś na Ukrainie, w obwodzie chmielnickim, w rejonie chmielnickim, w hromadzie Latyczów. W 2001 liczyła 705 mieszkańców, spośród których 703 wskazało jako ojczysty język ukraiński, a 2 rosyjski.